# 柴沟堡站
柴沟堡站，位于河北省张家口市怀安县柴沟堡镇，建于1909年。离北京站248公里，离包头站584公里。距上行车站郭磊庄站14公里，距下行车站西湾堡站14公里。该站隶属太原局集团大同车务段，办理客运业务和货运业务，为三等车站。